# Homburger Wald

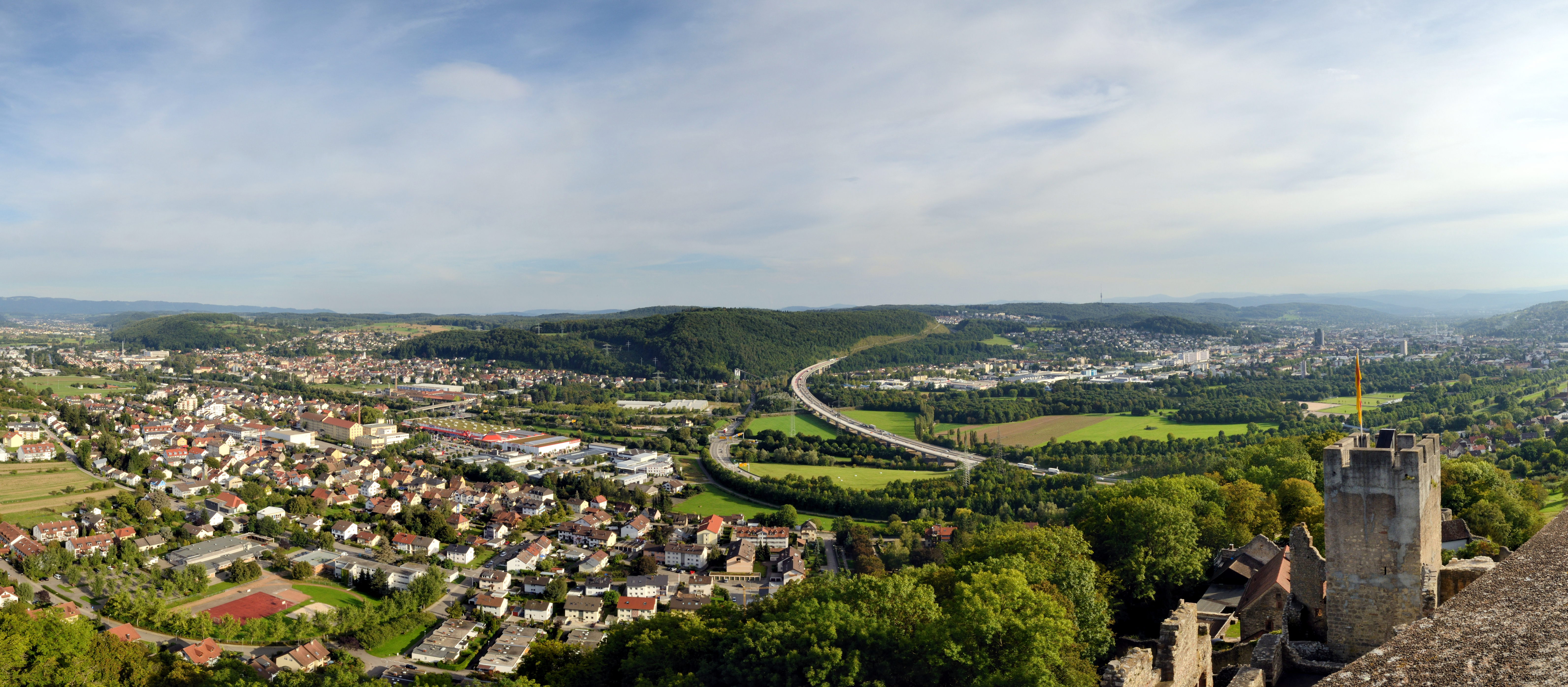
Blick von der Burg Rötteln auf den Homburger Wald (Bildmitte) und der ihn durchquerenden Autobahntrasse

Der Homburger Wald ist ein 441,8 m ü. NN hoher bewaldeter Höhenrücken nordöstlich der Stadt Lörrach. 

## Geografie und Lage
Der Höhenzug auf städtischem Gemarkungsgebiet erstreckt sich von der B 316 bis zum Ortsteil Brombach und erhebt sich rund 150 Meter über dem Wiesental. Nach Westen wird der Homburger Wald von der A 98 durchtrennt und fällt zum Wiesental steil ab. Die Ostseite verläuft deutlich flacher und wird durch ein Bachtal von den angrenzenden Höhen getrennt. In Nord-Süd-Richtung erstreckt sich der Homburger Wald rund 1,4 Kilometer und weist über 200 Hügel auf, wobei sich drei Hauptkuppeln herausgebildet haben. Der Höhenzug, der in Ost-West-Richtung rund 800 Meter breit ist, besteht geologisch überwiegend aus Muschelkalk. Die höchste Erhebung liegt mit 441,8 m ü. NN Höhe auf dem südlichen Teil des Rückens. Der Bergrücken bildet den südwestlichen Rand des Dinkelbergs.
Im Norden des Homburger Walds befindet sich die Gemarkung Hellberg, im Osten wird er von den Gemarkungen Buchhalde, Grundäcker, Wannen und Roßwang begrenzt. Westlich grenzt die Kernstadt Lörrachs mit der nach dem Homburger Wald benannten Homburg-Siedlung.

## Geschichte
Eine frühe schriftliche Erwähnung fand der Name 1350 als lehen am Honberg, das so viel wie „am hohen Berg“ heißt. Nach weiteren Erwähnungen zumeist mit der Endung -berg erschien der heutige Name Homburg erstmals 1898. Diese Wechsel des Toponyms sind häufig festzustellen.
Ausgrabungen des Landesdenkmalamtes im Jahr 1972 anlässlich des Autobahnbaus bestätigten frühere Vermutungen, dass es sich bei den Hügeln um Grabhügelnekropole handelt.